# حصار
الحصـار عمل دورية على سواحل بلد العدو بالسفن الحربية، والطائرات، لمنع البلد من تلقي السلع التي يحتاج إليها لشن الحرب. ويُمكن أن يكون الحصار بإحاطة مدينة أو حصن بهدف الاستيلاء عليه أو استسلامه. ومن أهم عمليات الحصار وأشهرها حصار قرطاج الذي قام به الرومان، وحصار الطائف في عهد الرسول صلى الله عليه وسلم، وحصار القسطنطينية وبورت أرز، وستالينجراد وغيرها. ويُمكن للأقطار التي تملك قوات كافية أن تستخدم الحصار لتمنع أعداءها من الحصول على الأسلحة، والذخيرة، والأطعمة، من الأقطار المحايدة.
ووفقًا للقانون الدولي، فإنه ليس لأي بلد الحق في إعلان الحصار إلا إذا كان له الصلاحية لفرضه وفقًا للقانون الدولي. وقد وُضعت هذه القاعدة في إعلان باريس بعد نهاية حرب القرم في سنة 1856. وتم وضع قواعد الحصار الأخرى في إعلان لندن سنة 1909. وقد نص هذا الإعلان على أن يُعلن البلد حالة الحصار رسميًا وأن يخطر الأقطار المحايدة. وينص الإعلان أيضًا على أنه يجب ألا يمتد الحصار إلى أبعد من السواحل والمواني التي تتبع العدو أو تلك التي يكون قد احتلها.
استخدمت كل من إنجلترا والولايات المتحدة نوعًا آخر من الحصار أثناء الحرب العالمية الثانية، وهو القائمة السوداء. وهذه القائمة تشمل الشركات، والأفراد في الأقطار المحايدة، الذين يتاجرون مع العدو. ولا يُسمح للشركات والأفراد المدرجين في حرمان القائمة السوداء بشراء البضائع من الولايات المتحدة أو بريطانيا. وأدى ذلك إلى حرمان ألمانيا، واليابان، وإيطاليا من الحصول على البضائع التي كان من الممكن أن تشتريها لهم الأقطار المحايدة.

## الفترة القديمة

### ضرورة أسوار المدينة

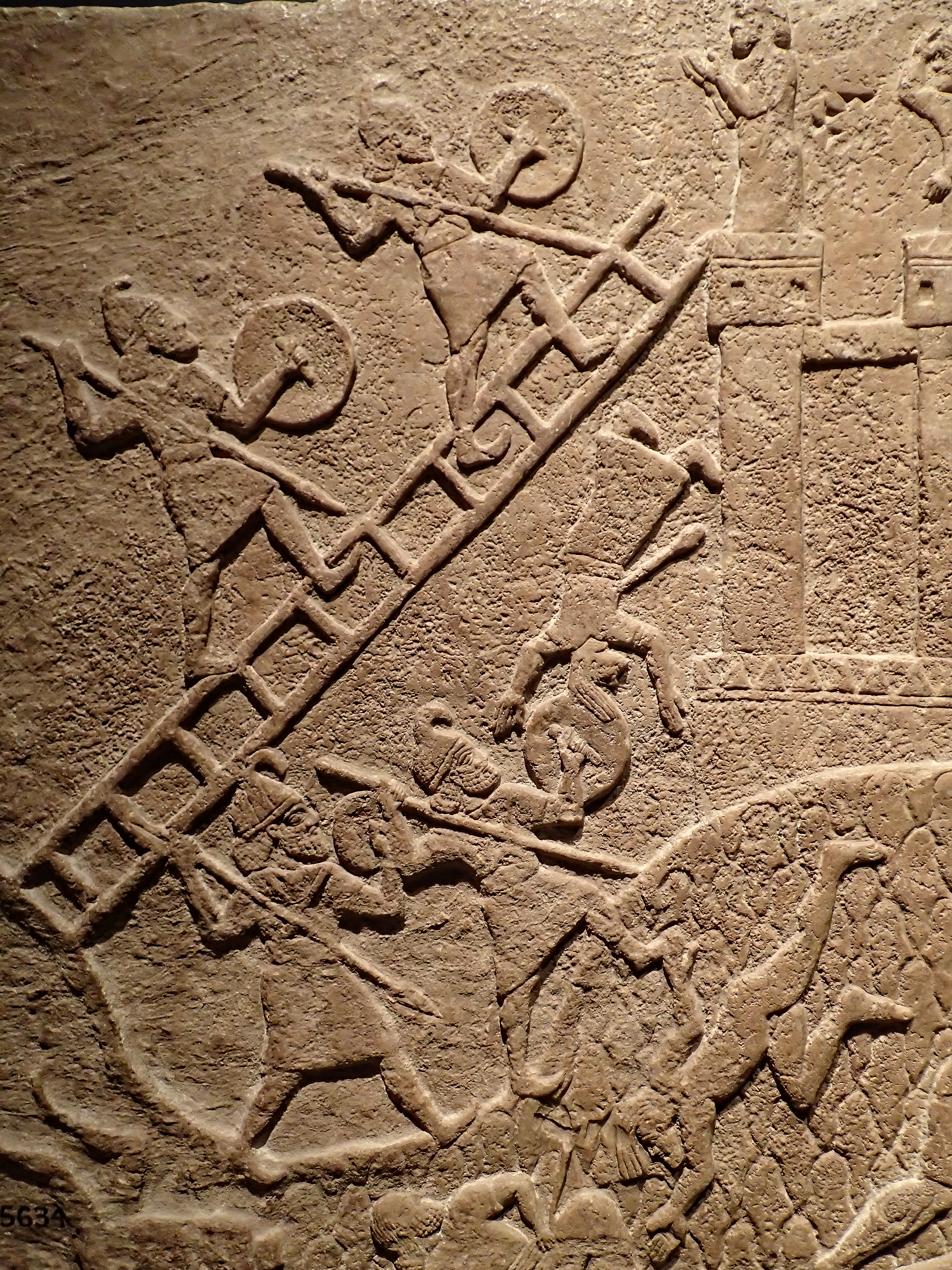
الآشوريون يستخدمون سلالم الحصار في تخفيف للهجوم على بلدة معادية في عهد تغلث فلاسر الثالث 720-738 قبل الميلاد من قصره في كالح (نمرود).

نشر الآشوريون قوى عاملة كبيرة العدد لبناء القصور، والمعابد، والأسوار الدفاعية الجديدة. كما حُصِنت بعض المستوطنات في حضارة وادي السند. بحلول عام 3500 قبل الميلاد، انتشرت مئات القرى الزراعية الصغيرة في سهول نهر السند. وكان للعديد من هذه المستوطنات تحصينات وشوارع مخطط لها.
كانت المنازل المبنية من الطوب الطينيّ والحجر في كوت ديجي متجمعة خلف سدود الفيضانات الحجرية الضخمة والأسوار الدفاعية، إذ كانت المجتمعات المتجاورة تتشاجر باستمرار حول السيطرة على أفضل الأراضي الزراعية. كان لمونديغاك (نحو 2500 قبل الميلاد) حاليًا في جنوب شرق أفغانستان أسوار دفاعية ومعاقل مربعة من الطوب اللبِن
كانت أسوار المدينة وتحصيناتها ضرورية للدفاع عن المدن الأولى في الشرق الأدنى القديم. فبُنيت الأسوار من الطوب اللبِن، أو الحجر، أو الخشب، أو مزيج من هذه المواد، حسب التوفر المحلي. ربما تكون قد حققت الهدف المزدوج المتمثل في إظهار قوة المملكة للأعداء المُفتَرضين. اكتسبت الأسوار العظيمة المحيطة بمدينة الوركاء السومرية شهرة واسعة. إذ وصل طولها إلى 9.5 كم (5.9 ميل)، وارتفاعها إلى 12 مترًا (39 قدمًا).
في وقت لاحق، اكتسبت أسوار بابل، المعزَّزة بالأبراج والخنادق المائية، والخنادق، سمعة مماثلة. في الأناضول، بنى الحيثيون أسوارًا حجرية ضخمة حول مدنهم فوق سفوح التلال، مستفيدين من التضاريس. في الصين أثناء عهد مملكة شانغ، في موقع أو، في القرن الخامس عشر قبل الميلاد، رُفعت أسوار ضخمة كان لها أبعاد بعرض 20 مترًا (66 قدمًا) في القاعدة سورَّت مساحة نحو 2100 ياردة (1900 متر) مربعة. وقد كان للعاصمة الصينية القديمة لدولة تشاو، هاندان، الي تأسست في 386 قبل الميلاد، أسوارٌ بعرض 20 مترًا (66 قدمًا) في القاعدة؛ كان طولها 15 مترًا (49 قدمًا)، مع جانبين منفصلين عن المساحة المسوَّرة المستطيلة الشكل بطول 1530 ياردة (1400 متر).
أظهرت مدن حضارة وادي السند، وكذلك الحضارة المينوسية في جزيرة كريت جهدًا أقل في بناء الدفاعات. إذ ربما اعتمدت هذه الحضارات أكثر على الدفاع عن حدودها الخارجية أو شواطئها البحرية. على عكس الحضارة المينوسية القديمة، أكد يونان الموكيانية الحاجة إلى التحصينات إلى جانب الدفاعات الطبيعية للتضاريس الجبلية، مثل الأسوار العملاقة من الدبش التي بُنيت في موكناي وغيرها من مراكز العصر البرونزي المتأخر المجاورة (نحو 1600-1100 قبل الميلاد) في وسط وجنوب اليونان.

### الأدلة الأثرية

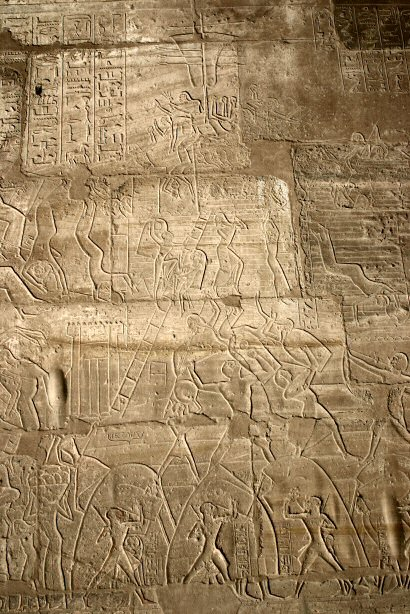
الحصار المصري لدابور في القرن الثالث عشر قبل الميلاد، من معبد الرامسيوم، طيبة

رغم وصف الحصار من الشرق الأدنى القديم في المصادر التاريخية والفنية، إلا أن هناك أمثلة قليلة جدًا على أنظمة الحصار عُثر عليها من الناحية الأثرية. العديد من بينها جديرٌ بالملاحظة:
- نظام حصارٍ من أواخر القرن التاسع ق.م. يحيط بتل الصافي/غات، إسرائيل، يتألف من خندق حصار بطول 2.5 كم، وأبراج، وعناصر أخرى، وهو أول دليل معروف على نظام التطويق في العالم. يبدو أنه بُنيَ بواسطة حزائيل ملك آرام دمشق، كجزء من حصاره وغزوه فلستيون غاث في أواخر القرن التاسع ق.م. (المذكورة في الملوك الثاني 18:12.)
- نظام حصار من أواخر القرن الثامن ق.م. يحيط بموقع لخيش (تل الدوير) في إسرائيل، الذي بناه سنحاريب ملك آشور 701 ق.م.، ليس واضحًا فقط في البقايا الأثرية، بل موصوف أيضًا في المصادر الآشورية والتوراتية وفي نقوش قصر سنحاريب في نينوى.
- حصار ألت بافوس، قبرص من قبل جيش الإمبراطورية الأخمينية في القرن الرابع ق.م.

## الحصار الاجتماعي
حصار تُعلنه دولة لا تستطيع فرضه بالقوة. وقد أعلن نابليون حصارًا مثل هذا ضد إنجلترا عام 1806 وأعلنت إنجلترا حصارًا مماثلاً ضد فرنسا. واحتجزت البلدان السفن المحايدة لاستعمالها. واعتبرت الدول الأخرى حصار الغواصات الألمانية على الجزر البريطانية، أثناء الحرب العالمية الأولى، حصارًا ورقيًا. ويتم الحصار الحقيقي فقط عندما تكون منطقة ما تحرسها قوة بحرية كبيرة، لدرجة تجد معها السفن التجارية صعوبة بالغة في اختراق هذا الحصار لتحضر شحنة من المنطقة المتأثرة.

## الحصار وقت السلم
وهو حصار يكون في غير وقت الحرب. وقد فرض رئيس الولايات المتحدة جون كنيدي حصارًا مثل هذا ضد كوبا عام 1962 لوقف شحنات الصواريخ إليها. وفي السنوات الأخيرة فرضت الأمم المتحدة، من خلال مجلس الأمن، حصارًا على بعض الدول منها دول عربية مثل: العراق وليبيا والسودان. والمعروف أن للدول الكبرى دائمة العضوية في مجلس الأمن تأثيرًا واضحًا على قراراته.